# Фрисланд

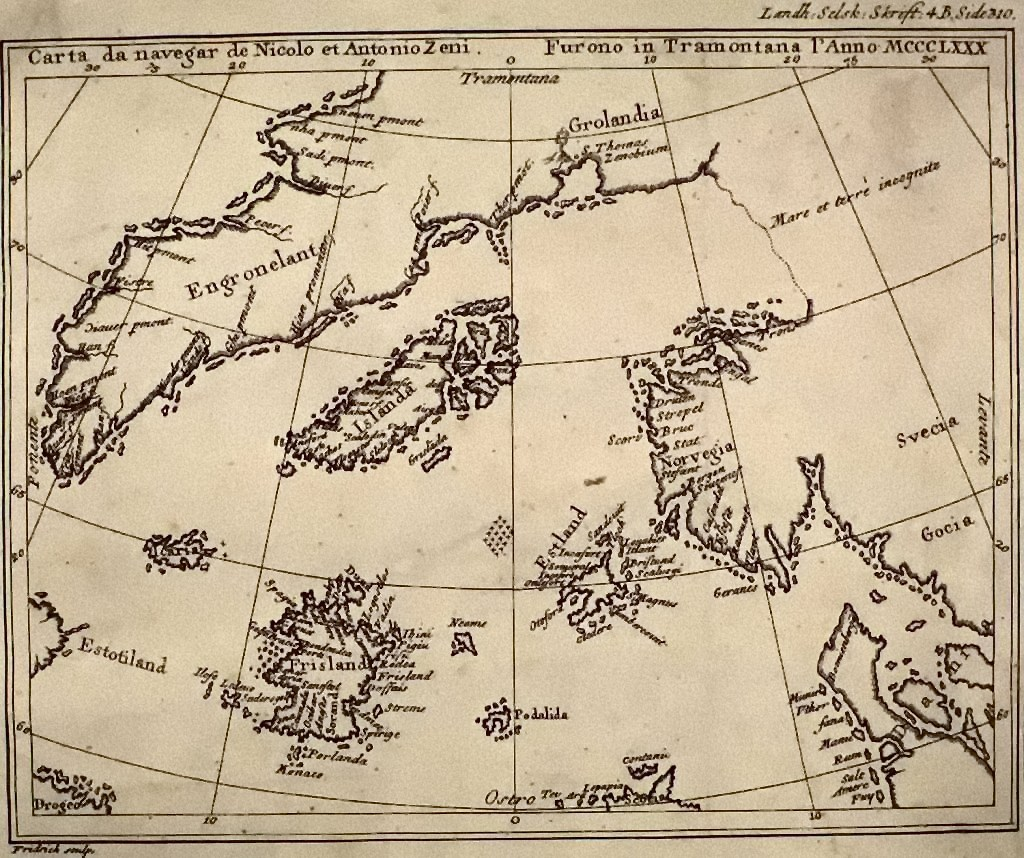
Фрисланд на мапі Нікколо Зено, 1558 р

Фрисланд (Frisland, тж. Frischlant, Friesland, Freezeland, Frislandia, Fixland) — фантомний острів, який з'являвся на картах Північної Атлантики з 1560-х по 1660-ті роки, в тому числі на мапі Нікколо Дзено (не плутати з провінцією Фрисландія на півночі Нідерландів).
На мапах острів зображувався на південь від Ісландії, на тій же довготі. В даний час вважається, що поява острова стало наслідком помилки: можливо, картографи неправильно визначили положення одного з Фарерських островів. Разом з тим, Фарерські острови зображені на тих же картах, що і Фрисланд, але значно східніше. Візуально жоден з Фарерських островів не нагадує обриси Фрисланду.
Р. Рамсей вважає, що Дзено став жертвою плутанини в назвах, складаючи свою карту по записах батька, і порахував самостійним островом те, що насправді описувало Ісландію або Фарерські острови (вважалися тоді одним островом).